# Rhys Williams (football, 1988)
Pour les articles homonymes, voir Rhys Williams et Williams.
Rhys Williams est un footballeur international australien d'origine galloise né le 14 juillet 1988 aux Western Sydney Wanderers. Il évolue au poste de milieu défensif. Il est le grand frère de Ryan et Aryn Williams.

## Carrière

### Sélection
Rhys Williams fait ses débuts en équipe nationale d'Australie le 17 juin 2009 contre le Japon à Melbourne Cricket Ground (Victoire 2-1).
14 sélections et 0 but avec la Australie depuis 2009.

## Palmarès
- Championnat d'Australie : 2018